# 失望

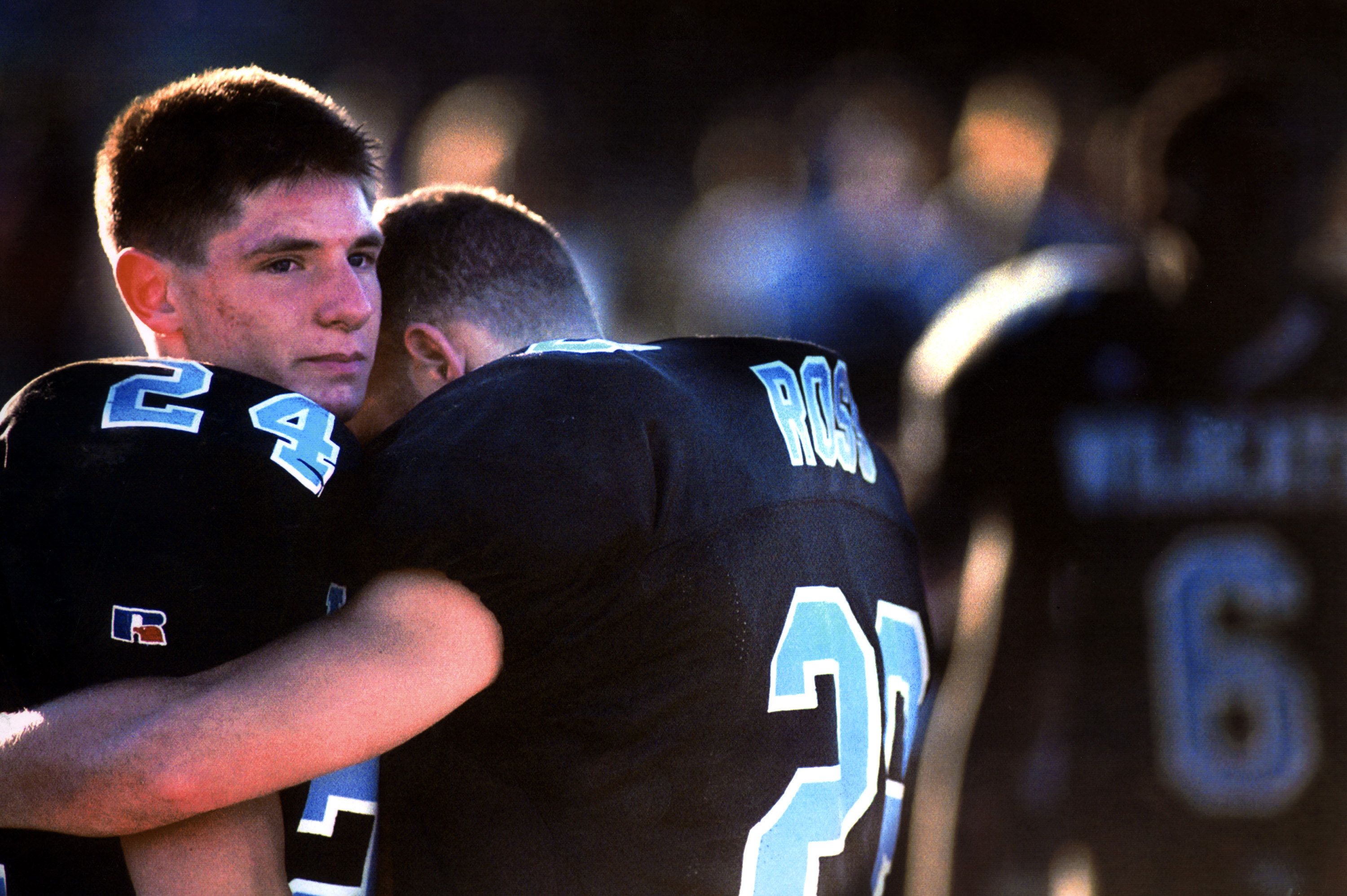
美式橄榄球队员输球後失望的表情

失望是人类情緒的一種，是由于没有达到某种期望或实现希望的情况而产生的不满足而导致的情绪。失望和后悔有类似之处，不同之处在于后悔的情绪是由先前的选择导致了令人不满的结果而造成，而失望情绪则更多是由于令人不满的结果，与造成这种结果的原因关联不大。失望是人的心理压力的来源之一。研究失望情绪的起因、表现和对人行为、意识的影响是心理学的课题之一。

## 失望的原因
產生失望的原因是因为比較自己對某事的期待結果和现实结果时，發現現實結果不如自己期待的結果令自己滿意，而導致失望。